# .total
.total est un domaine de premier niveau générique (en anglais generic top-level domain ou gTLD). Il s'agit d'une extension privée du groupe Total Energies et est réservée à ce dernier.
Ce domaine de premier niveau générique a été attribué lors d'un nouveau tour d’attribution par l'Afnic, et créé le 5 février 2016.

## Statistiques d'usage
En août 2024, environ 100 domaines utilisent l'extension .total.